# Szymon Włodarczyk
Szymon Włodarczyk (ur. 5 stycznia 2003 w Wałbrzychu) – polski piłkarz występujący na pozycji napastnika, w latach 2020–2022 w Legii Warszawa, 2022–2023 w Górniku Zabrze, od 2024 w Salernitana  do którego jest wypożyczony z Sturmu Graz. Od 2022 reprezentant Polski U-21.

## Kariera klubowa
Na poziomie Ekstraklasy zadebiutował 15 lipca 2020 roku, w zremisowanym 0:0 wyjazdowym meczu przeciwko Lechii Gdańsk. 1 grudnia 2021 roku strzelił swojego pierwszego gola dla Legii Warszawa w wyjazdowym spotkaniu Pucharu Polski z Motorem Lublin 2:1. 25 maja 2022 przeniósł się na bazie wolnego transferu do Górnika Zabrze, podpisując trzyletni kontrakt. 7 lipca 2023 został zawodnikiem wicemistrza Austrii SK Sturm Graz.

## Kariera reprezentacyjna
21 września 2022 roku zadebiutował w reprezentacji Polski U-21, występując przez 24 minuty, w przegranym 0:1 meczu przeciwko Grecji. Cztery dni później spędził na boisku 60 minut, w zremisowanym 1:1 spotkaniu przeciwko Łotyszom. 27 marca 2023 roku, był to jego trzeci mecz w narodowych barwach na tym poziomie, zdobył bramkę w wygranym 2:0 spotkaniu przeciwko Albanii.

## Sukcesy

### Legia Warszawa
- Mistrzostwo Polski: 2019/2020, 2020/2021[12]

### Sturm Graz
- Mistrzostwo Austrii:  2023/2024[13]
- Puchar Austrii: 2023/2024[14]

## Życie prywatne
Jego ojcem jest Piotr Włodarczyk, piłkarz.